# Le Gros Crey
Ne doit pas être confondu avec Le Gros Crêt.
Le Gros Crey est un sommet situé à 2 594 m d'altitude dans le massif des Cerces entre les communes françaises d'Orelle et de Valmeinier en Savoie, dans la région Auvergne-Rhône-Alpes.

## Toponymie
Selon Adolphe Gros, Gros-Crey provient d'une variation de « crêt », lui-même issu du bas latin crestum.

## Géographie

### Situation
Le Gros Crey est situé à 2 594 m entre les communes d'Orelle et de Valmeinier. Il surplombe la forêt d'Orelle sur son ubac.
Dans le prolongement de la crête au sud-est du Gros Crey se trouve la pointe de la Sandonière.

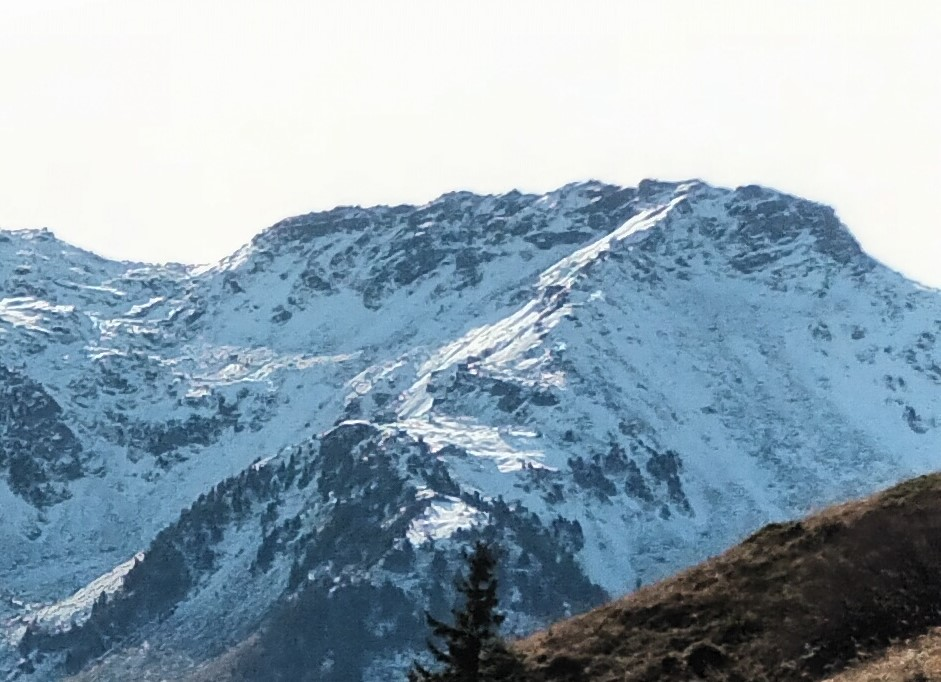
Le Gros Crey depuis le crêt Fénère.
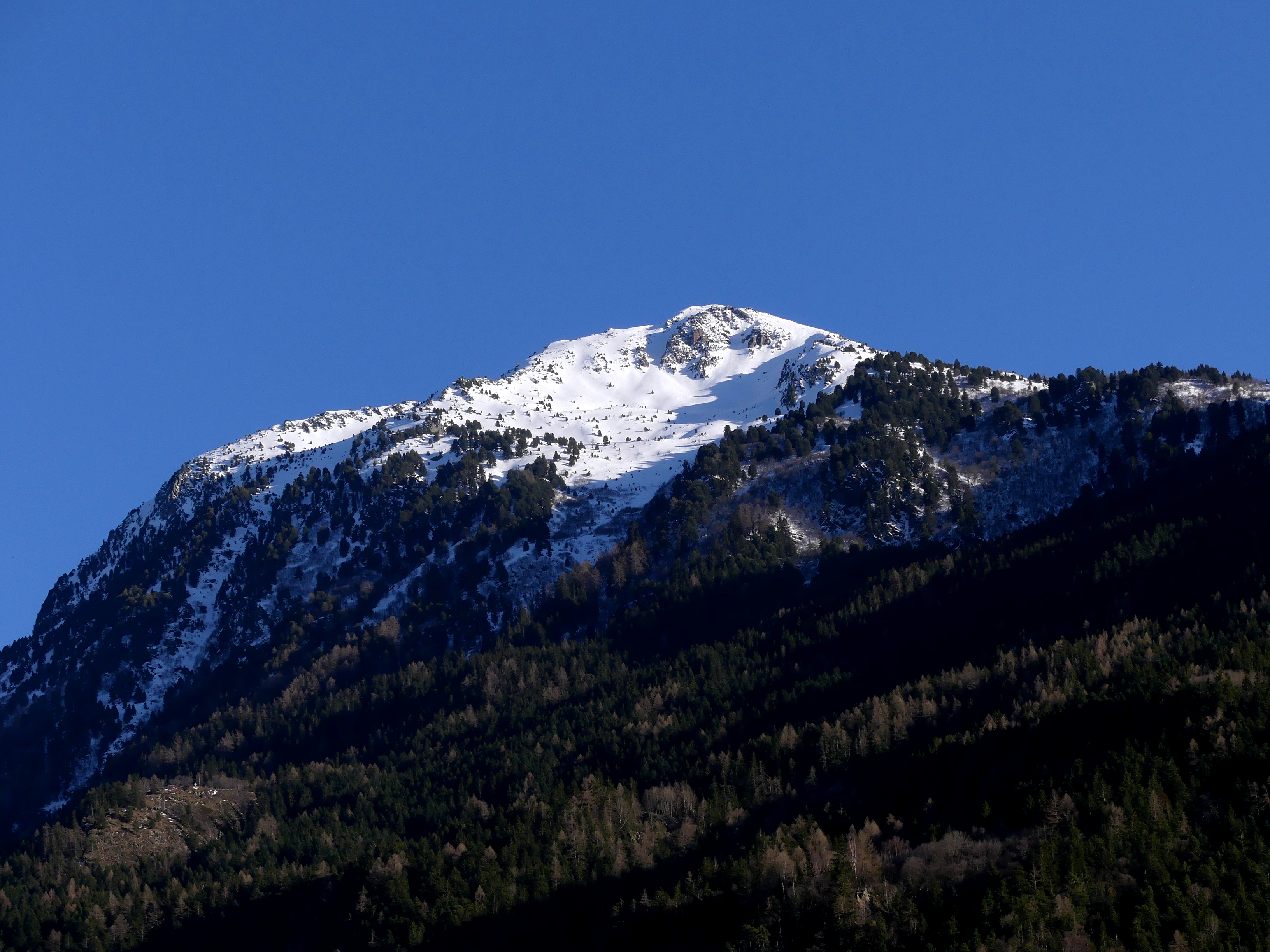
Vue du sommet enneigé depuis Saint-Michel-de-Maurienne.
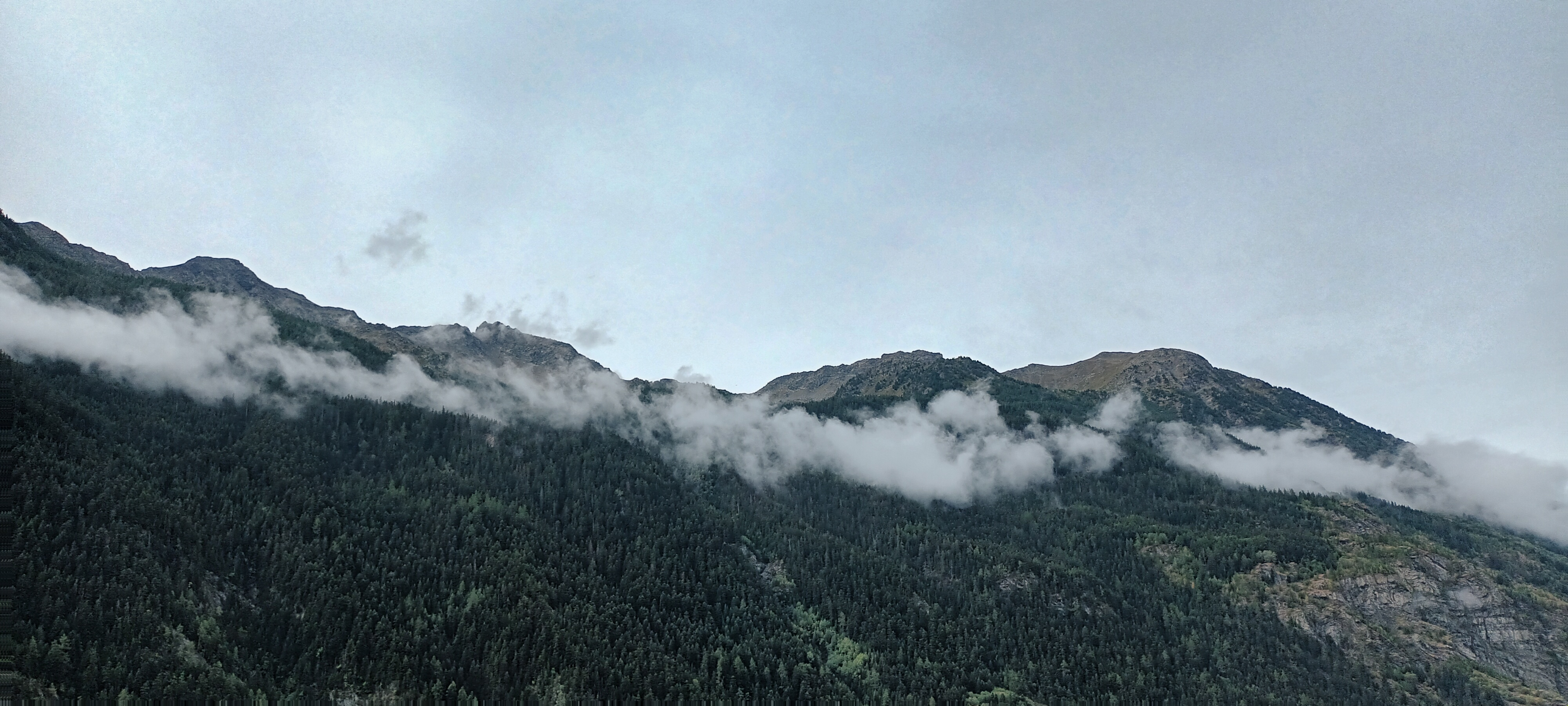
Vue des crêtes du Gros Crey.
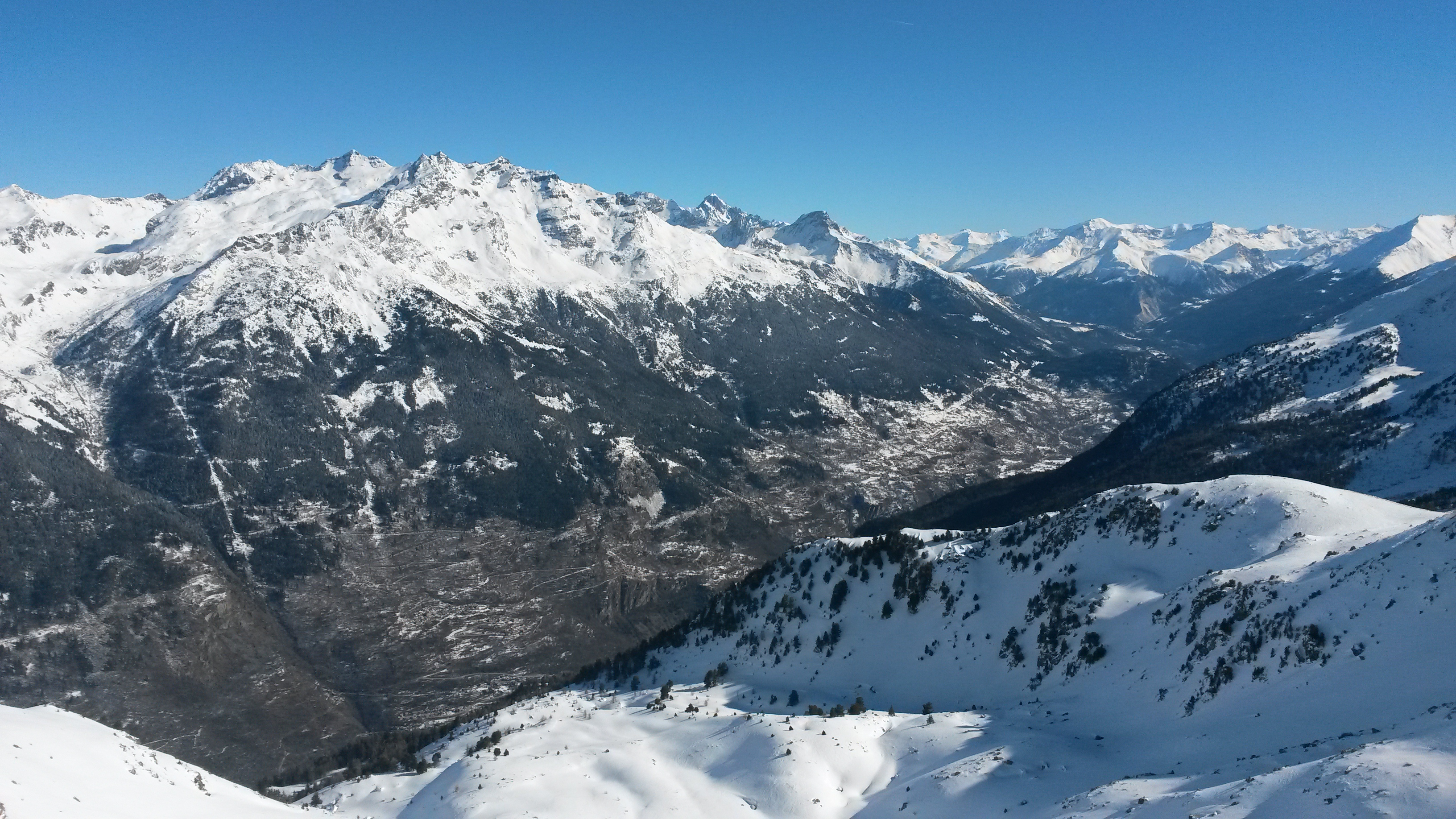
Vue de la vallée de la Maurienne depuis le sommet du Gros Crey.

### Géologie
Ce sommet est principalement constitué de conglomérats, de grès et d'arkoses micacés, de schistes (notamment des lutites et des siltites), de charbon (particulièrement de l'anthracite), datant d'entre le Westphalien et le Stéphanien inférieur. Ses pentes sont couvertes d'éboulis et de dépôts morainiques.

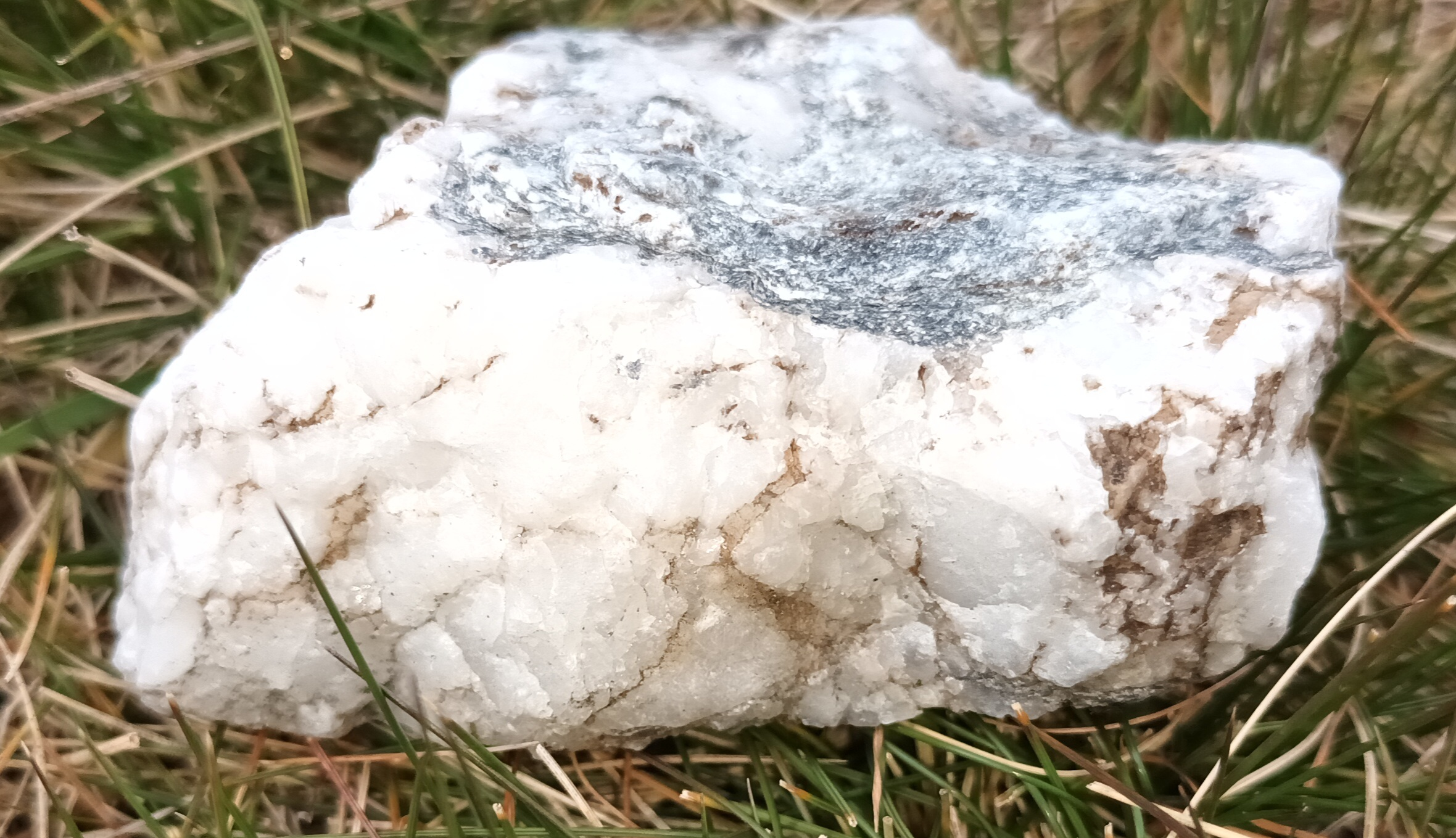
Roche provenant du Gros Crey.
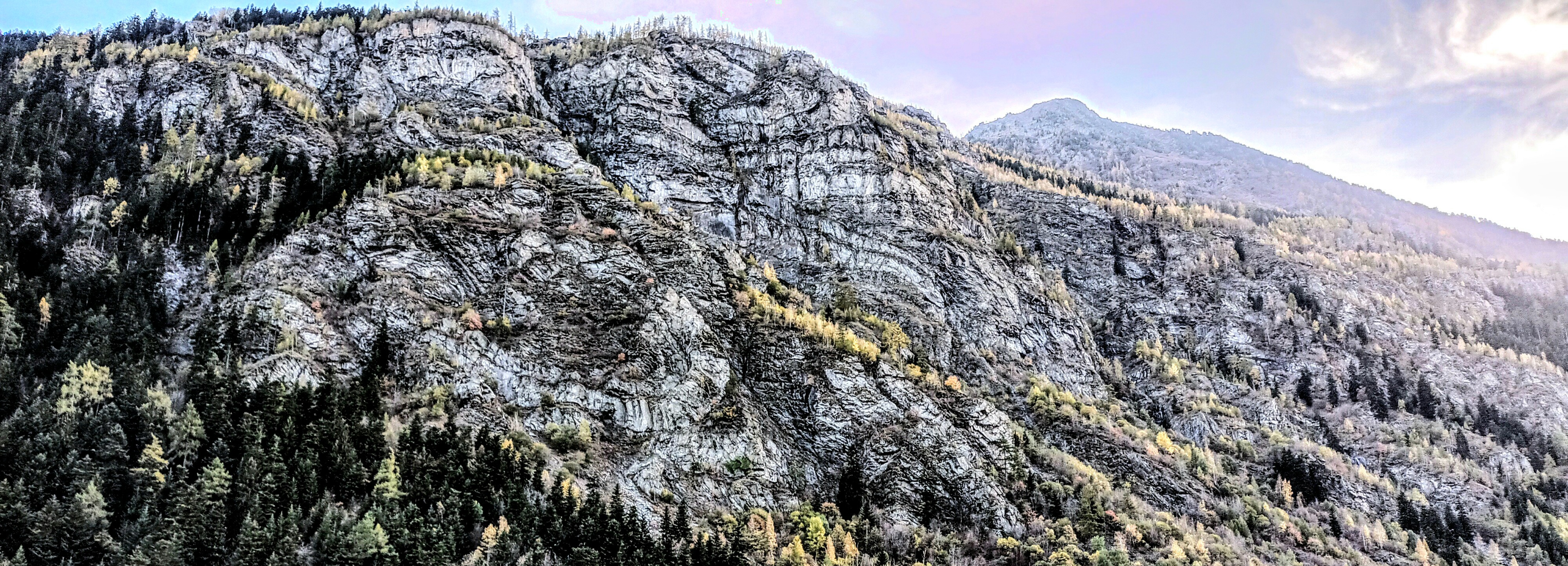
Falaise de la Falconnière constituant la partie inférieure du Gros Crey, mettant en avant son activité terrestre passée puisqu'elle est marquée de plis géologiques.

## Accès

### Accès depuis Orelle
Depuis Orelle, au lieu-dit Bissortette (à côté de l'usine hydroélectrique de Bissorte), il est possible d'emprunter la piste forestière du Prec, laquelle monte jusqu'au parking du Prec, et rejoint le lac de Bissorte afin d'aborder le GRP Tour du mont Thabor pour d'atteindre une intersection où il faut choisir la droite.
Il convient ainsi d'emprunter le col des Marches pour tourner au sud à l'intersection se présentant en premier, afin d'atteindre la pointe de la Sandonnière. D'ici, on peut longer la crête de la Sandonnière direction sud-ouest pour arriver au sommet.
Des antennes mobiles sont placées au Gros Crey sur la commune d'Orelle.

### Accès depuis Valmeinier

#### Marche à pied

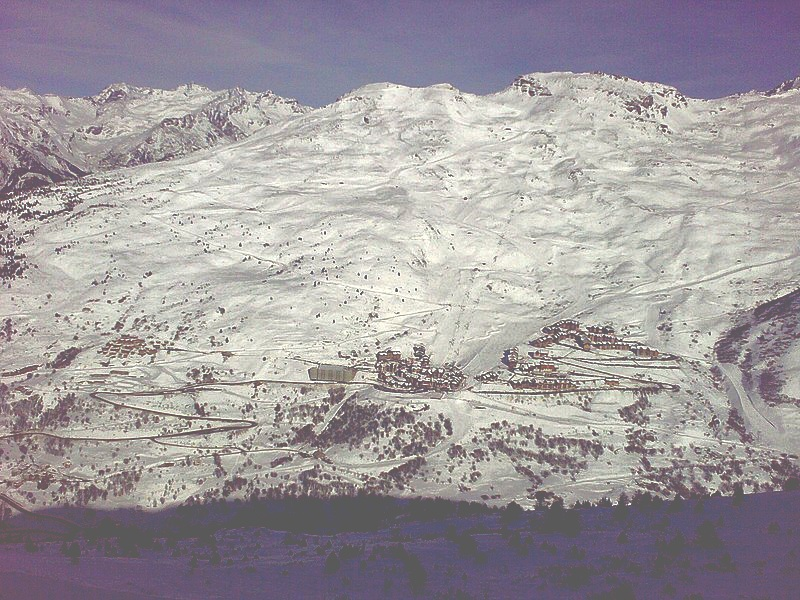
Le Gros Crey vu depuis Valmeinier.

Pour partir de Valmeinier, il est possible, à partir du lieu-dit du Chalmieu, de remonter la piste de ski de fond jusqu'à Pré-Valloire (à presque 2 020 m). À l'alpage de Pré-Valloire, un itinéraire se dévoile vers la droite pour descendre et traverser le ravin du ruisseau de la Mulatière (sur la passerelle). À ce niveau, on peut choisir de quitter l'itinéraire de la Basse du Gerbier afin de traverser vers l'ouest en prenant le minimum d'altitude et donc franchir le petit ravin facile du ruisseau d'Outre l'Eau pour rejoindre le pied de la combe de Geoffroy.

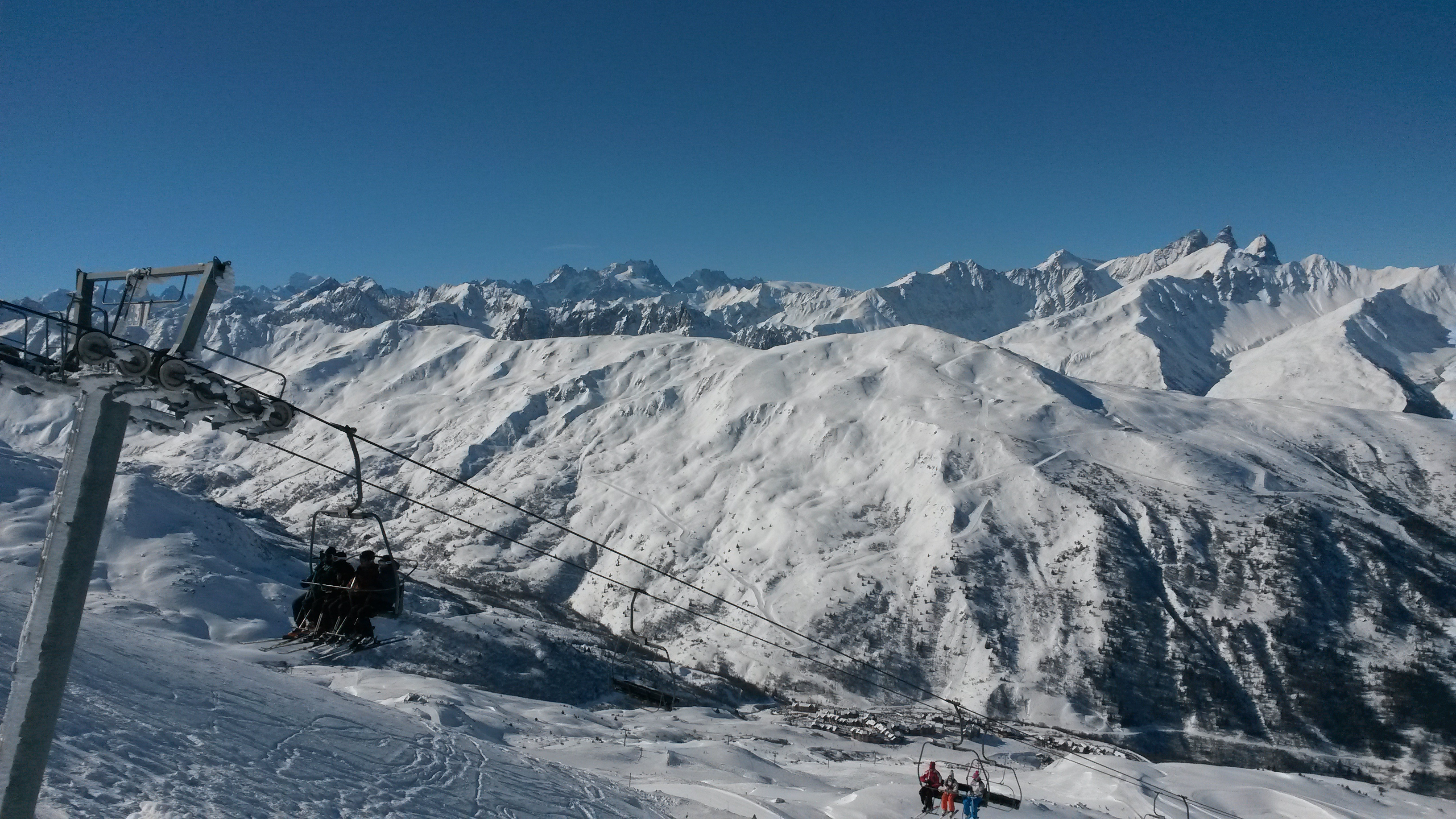
Télésiège du Gros Crey.

Après être monté sur le flanc droit par un chemin difficile sur 150 mètres de dénivelé, il convient de rejoindre une petite cabane et une zone plate ; traverser sans perdre d'altitude le ravin du ruisseau de Bon Ventre afin de remonter la pente, laquelle s'adoucit en arrivant sur la commune d'Orelle à Plan Gerbout. Il reste une dernière pente facile, orientée à l'est de 150 mètres de dénivelé. La partie finale de l'ascension se fait par l'arête sommitale.

#### Remontée mécanique
Le massif du Gros Crey a donné son nom au télésiège TSF4 du Gros Crey sur la station de ski Galibier-Thabor, empruntable pour skier en hiver.